# Meristata spilota
Meristata spilota es una especie de insecto coleóptero de la familia Chrysomelidae.
Fue descrita científicamente en 1831 por Hope.

## Distribución
Se han encontrado ejemplares en Nepal, India y Tailandia.

## Características
Son reconocibles por tener un vientre amarillo.